# 燃料部 (フランス軍)
運用エネルギーサービス（うんようえねるぎーさーびす、Operational Energy Service ：SEO）は、フランス軍の機関のひとつ。

## 概要
第一次世界大戦のさなか、兵器の機械化は急速に進歩した。それに伴い内燃機関を作動させるための燃料（ガソリン、軽油及び潤滑油）の供給が必要となった。当初は既存の補給システム上（主に鉄道、船舶）において燃料の備蓄と供給をし、鉄道結節点にて積み替え自動車を用いて端末部隊に補給された。

## 沿革
- 1920年7月12日：需品部は燃料の備蓄供給を再開した。主な供給先は砲兵部隊であった。
- 1940年11月25日：分散していた燃料供給に係る諸機能を統合し、燃料部が創設される。（SEAの創設）
- 1945年3月17日：SEAは新たな任務として、フランス軍全体に燃料を供給することとなる。
- 1991年7月14日：燃料補給に係る助言、指導、監督のみならず、あらゆる場面において確実に燃料補給が実施できるよう必要な指揮権が付与された。
- 2020年：化石燃料を超えた、ミッションの進化を示すために運用エネルギーサービスに改名された。

また、運用エネルギーサービスは各軍に対して燃料供給を実施、空軍や国家憲兵隊に対しては燃料補給に係る助言もしている。